# Третій закон Ньютона
Третій закон Ньютона або закон рівності дії і протидії — один з трьох основних законів ньютонівської механіки.

## Формулювання

Закон був уперше сформульований І. Ньютоном у книзі «Математичні начала натуральної філософії» (1687):

Дії завжди є рівна і протилежна протидія, інакше, взаємодії двох тіл одне на одне між собою рівні й спрямовані у протилежні боки.

Точніше, під тілами слід розуміти матеріальні точки; сучасне формулювання закону таке:

Сили взаємодії двох матеріальних точок рівні за величиною, протилежно спрямовані, і діють уздовж прямої, що з'єднує ці матеріальні точки.

 У вигляді формули:
{\displaystyle {\vec {F}}_{12}=-{\vec {F}}_{21}},
де {\displaystyle {\vec {F}}_{12}} — сила, з якою перше тіло діє на друге («дія»), а {\displaystyle {\vec {F}}_{21}} — сила, з якою друге тіло діє на перше («протидія»).

## Приклади
- Цеглина, що нерухомо лежить на столі, тисне на нього з силою {\displaystyle P=mg}, напрямленою вниз (і званою вагою). Згідно з третім законом Ньютона, з боку столу на цеглину діє сила тієї ж величини, напрямлена вгору (вона називається реакцією опори).
- Яблуко падає на землю, оскільки Земля притягує його з силою {\displaystyle F=mg}. При цьому, з саме такою за величиною силою яблуко притягує Землю. Однак, оскільки маса Землі надзвичайно велика, її переміщення під дією цієї сили дуже мале.

## Парадокс коня і воза

Коротке формулювання закону у вигляді «дія дорівнює протидії» може викликати непорозуміння. Прикладом є такий парадокс:

Нехай кінь, запряжений у віз, тягне його з деякою силою вперед. Але, згідно з 3-м законом Ньютона, існує сила протидії, рівна їй за величиною і спрямована назад. Оскільки в сумі обидві сили дають нуль, віз ніколи не зможе зрушити з місця.

 Помилка тут у тому, що сили дії й протидії прикладені до різних тіл (у цьому прикладі: до воза і до коня), тому їх безглуздо додавати. Крім цих сил, і на коня, і на віз діє сила тертя, яка, власне, і призводить коня в рух (саме, сила тертя копит коня об землю спрямована вперед і долає силу протидії воза, в той час як сила тяги коня долає силу тертя воза об землю, спрямовану назад).

## Зв'язок з законом збереження імпульсу
Розглянемо два тіла, які взаємодіють тільки одне з одним (замкнута система). Тоді, згідно з другим законом Ньютона, їх прискорення {\displaystyle {\vec {a}}_{1}} і {\displaystyle {\vec {a}}_{2}} визначаються з рівнянь
{\displaystyle {\vec {F}}_{21}=m_{1}{\vec {a}}_{1},\quad {\vec {F}}_{12}=m_{2}{\vec {a}}_{2}.}
З урахуванням третього закону Ньютона звідси маємо
{\displaystyle m_{1}{\vec {a}}_{1}+m_{2}{\vec {a}}_{2}=0,}
або ж
{\displaystyle {\frac {d}{dt}}(m_{1}{\vec {v}}_{1}+m_{2}{\vec {v}}_{2})=0,}
{\displaystyle m_{1}{\vec {v}}_{1}+m_{2}{\vec {v}}_{2}={\text{const}},}
де {\displaystyle {\vec {v}}_{1}} і {\displaystyle {\vec {v}}_{2}} — швидкості тіл.
Величина {\displaystyle {\vec {p}}=m{\vec {v}}} називається імпульсом тіла, а останнє співвідношення виражає закон збереження імпульсу. Доповнивши 3-й закон Ньютона принципом незалежності дії сил, можна вивести закон збереження імпульсу для замкнутої системи, що складається з довільного числа тіл. Хоча, в рамках ньютонівської механіки, закон збереження імпульсу є наслідком законів Ньютона, досвід показує, що це один з найбільш загальних законів фізики, який виконується навіть тоді, коли сама ньютонівська механіка непридатна.
Як 3-й закон Ньютона, так і більш загальний закон збереження імпульсу є наслідками фундаментальної симетрії природи — однорідності простору. Однорідність простору означає, що всі його точки рівноправні, тобто, закон руху замкнутої системи не зміниться, якщо систему перемістити в просторі як ціле.
Зв'язок 3-го закону Ньютона з однорідністю простору добре видно в рамках лагранжового формалізму. Якщо простір однорідний, то потенціальна енергія може залежати тільки від різниць координат тел: {\displaystyle U=U({\vec {r}}_{1}-{\vec {r}}_{2})}, тому
{\displaystyle {\vec {F}}_{21}=-{\frac {dU}{d{\vec {r}}_{1}}}=-{\vec {\nabla }}U({\vec {r}}_{1}-{\vec {r}}_{2}),}
{\displaystyle {\vec {F}}_{12}=-{\frac {dU}{d{\vec {r}}_{2}}}={\vec {\nabla }}U({\vec {r}}_{1}-{\vec {r}}_{2}),}
звідки слідує {\displaystyle {\vec {F}}_{21}=-{\vec {F}}_{12}}.

## Межі застосовності
Третій закон Ньютона, як і взагалі вся ньютонівська механіка, пов'язаний з ідеєю дії на відстані, згідно з якою сила, що діє з боку одного тіла на інше в певний момент часу, визначається їх положенням у той самий момент часу. Іншими словами, це означає нескінченну швидкість передавання взаємодій. Відповідно до сучасних уявлень, взаємодії передаються за допомогою полів, і, як випливає з досвіду, мають скінченну швидкість, що не перевищує швидкості світла. Тому під час руху зі швидкостями, близькими до швидкості світла, або ж коли відстані між тілами занадто великі, третій закон Ньютона непридатний. Однак закон збереження імпульсу як і раніше виконується, якщо крім імпульсу тіл, врахувати також імпульс поля (наприклад електромагнітного, гравітаційного), за допомогою якого вони взаємодіють.
Приклад: на тіло, що поглинає світло, діє сила тиску світла. Але ніякої «сили протидії» тут немає, як немає і ніякого тіла, до якого вона була б прикладена. З точки зору закону збереження імпульсу, тиск світла виникає тому, що імпульс електромагнітного поля передається тілу.